# Добсон, Колин
Ко́лин До́бсон (англ. Colin Dobson; 9 мая 1940, Eston, Норт-Йоркшир — 16 февраля 2023, Мидлсбро) — английский футболист и футбольный тренер, играл на позиции нападающего.

## Биография

### Клубная карьера
Добсон в возрасте 17 лет присоединился к клубу «Шеффилд Уэнсдей», но в основной состав был включён в 1961 году. Дебютировал в Первом дивизионе 20 сентября 1961 года в матче с лондонским «Арсеналом»; та встреча завершилась со счётом 1:1. В своём дебютном сезоне сыграл за «сов» 28 матчей и забил 11 голов.
В последующие четыре сезона он стал основным игроком и был любимцем болельщиков. В 1966 году «Шеффилд Уэнсдей» вышел в финал Кубка Англии, в котором проиграл «Эвертону» со счётом 3:2 — Добсон в том финале не играл. Всего во всех турнирах Добсон сыграл за «Уэнсдей» 195 матчей и забил 52 гола.
В августе 1966 года перешёл в клуб Второго дивизиона «Хаддерсфилд Таун»; сумма трансфера составила 21 000 фунтов стерлингов. Вместе с Тони Лейтоном, забившим в сезоне 1966/67 20 голов, составлял одну из лучших атакующих линий. В последующие два сезона он становился лучшим бомбардиром команды и в 1970 году вместе с «терьерами» пробился в Первый дивизион.
В январе 1972 года на правах аренды перешёл в «Брайтон энд Хоув Альбион», за который сыграл 4 матча. В июне 1972 года подписал контракт с клубом «Бристоль Роверс» как играющий тренер. В составе «пиратов» отыграл 4 сезона, сыграл 63 матча и забил 4 гола. В мае 1976 года завершил игровую карьеру и решил сосредоточиться на тренерской деятельности.

### Тренерская карьера
Работал с молодёжными командами клубов «Бристоль Роверс», «Порт Вейл» и «Ковентри Сити».
Он работал с клубами из Ближнего Востока — «Аль-Риффа» из Бахрейна (1984—1985), катарский «Эр-Райян» (1985—1987) и кувейтский «Аль-Араби» (1994—1995). В 1997 году возглавлял юношескую сборной Омана.

### Смерть
Скончался 16 февраля 2023 года в Мидлсбро в возрасте 82 лет.